# Kombat Armouring Group

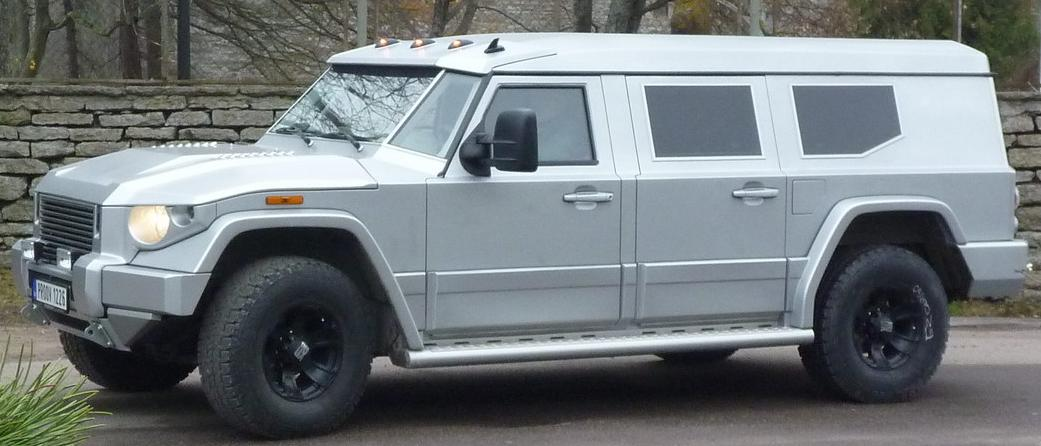
Kombat T-98

Kombat Armouring Group ist ein russischer Hersteller von Kraftfahrzeugen aus Sankt Petersburg.

## Unternehmensgeschichte
Das Unternehmen wurde 1985 als Designstudio für Fahrzeuge gegründet. Michail Gorbatschow war an der Gründung beteiligt. Seit 1993 hat sich das Unternehmen auf gepanzerte Fahrzeuge spezialisiert.

## Fahrzeuge
Vom ersten Prototyp Laura entstanden zwei Exemplare. Für den Antrieb der Coupés sorgte ein Motor von Lada, der die Vorderräder antrieb.
1987 folgte der Prototyp Ohta, der auf dem Genfer Auto-Salon ausgestellt wurde. Dies war ein Minivan auf Basis Lada, wiederum mit Frontantrieb.
Der Luas-Proto war der erste Prototyp mit Allradantrieb.
1990 folgten der Pilot mit Allradantrieb und das Coupé Laura, das von einem in Fahrzeugmitte montierten Einbaumotor von Audi angetrieben wurde.
Zwischen 1995 und 1998 entstanden einige Kit Cars namens Laura 3 auf Basis des Pontiac Fiero.
Ab 1998 war der allradgetriebene Kanonir erhältlich, der nur auf Kundenwunsch gefertigt wurde. Er wurde in den Karosserieformen Pick-up und Kombi angeboten. Für den Antrieb sorgte ein Motor mit 3000 cm³ Hubraum.

## Gepanzerte Fahrzeuge
Ein bekanntes Produkt ist der schwer gepanzerte Personenkraftwagen T-98, den es in den Beschussklassen B2 bis B7 gibt. Äußerlich erinnert es an Geldtransporter. Die Notwendigkeit eines solchen Fahrzeuges ergab sich aus der Sicherheitslage für den begüterten Teil der russischen Bevölkerung. Die Sonderausstattung besteht unter anderem aus 5 cm dickem Panzerglas, Stahlverkleidung und erhöhtem Innenraum. Bei einem Gewicht von knapp unter vier Tonnen liegt der Benzinverbrauch bei 25 bis 35 l/100 km.
Der T-98 ist als Pick-up und als Kombi erhältlich.